# МВ Агуста
„МВ Агуста“ (на италиански: MV Agusta) е производствена компания в град Варезе, регион Ломбардия, Италия, производител на мотоциклети.

## История
Компанията е основана от братята графове Винченцо и Доменико Агуста в град Самарате, провинция Варезе на 12 февруари 1945 година. Първият прототип на компанията се нарича „Веспа 98“ и е съвместна разработка с „Пиаджо“ (Piaggio).